# 272 TCN
272 TCN là một năm trong lịch La Mã.